# Unité paradoxale
Une unité paradoxale est un principe de logique regroupant deux concepts radicalement opposés au sein d'une même unité. Cette notion peut intervenir en philosophie ou en psychologie. On pourrait le comparer, du côté littéraire, à l'oxymore en rhétorique.  

## Exemples

### Yin Yáng
Par exemple, dans la philosophie chinoise, le Yin et le Yáng sont rassemblés pour former l'unité ou l'harmonie du monde. 

### Identité
De même, l'identité est une unité paradoxale qui assure à la fois l'identique (idem) et le différent (ipse). 

### Paradoxe existentiel
Une troisième sorte est le paradoxe existentiel qui est « l'intentionnalisation consciente ou inconsciente par un sujet d'un aspect de la vie qui nie les catégories officielles de vérité ou de fausseté concernant la réalité — quelque chose d'inexplicable. Le paradoxe existentiel diffère du paradoxe purement logique en ce qu'il implique des sujets et repose fondamentalement sur la communication ». 
Ce paradoxe existentiel surgit du paradoxe pragmatique de l'injonction paradoxale à laquelle on doit désobéir pour obéir.